# Apechthes championi
Apechthes championi là một loài bọ cánh cứng trong họ Cerambycidae.